# Олзано (Бреша)
Олзано је насеље у Италији у округу Бреша, региону Ломбардија.
Према процени из 2011. у насељу је живело 111 становника. Насеље се налази на надморској висини од 688 м.